# Cordulegaster diadema
Cordulegaster diadema is een echte libel (Anisoptera) uit de familie van de bronlibellen (Cordulegastridae).
De soort staat op de Rode Lijst van de IUCN als niet bedreigd, beoordelingsjaar 2007.
De wetenschappelijke naam van de soort werd in 1868 gepubliceerd door Edmond de Sélys Longchamps.

## Synoniemen
- Cordulegaster godmani McLachlan, 1878